# Hippotion velox
Hippotion velox là một loài bướm đêm thuộc họ Sphingidae. Nó được tìm thấy ở các vùng nhiệt đới Ấn-Úc kéo dài về phía đông đến Fiji và Nouvelle-Calédonie, về phía bắc đến Hồng Kông, Đài Loan và phía nam Nhật Bản.
Sải cánh dài 54–76 mm.

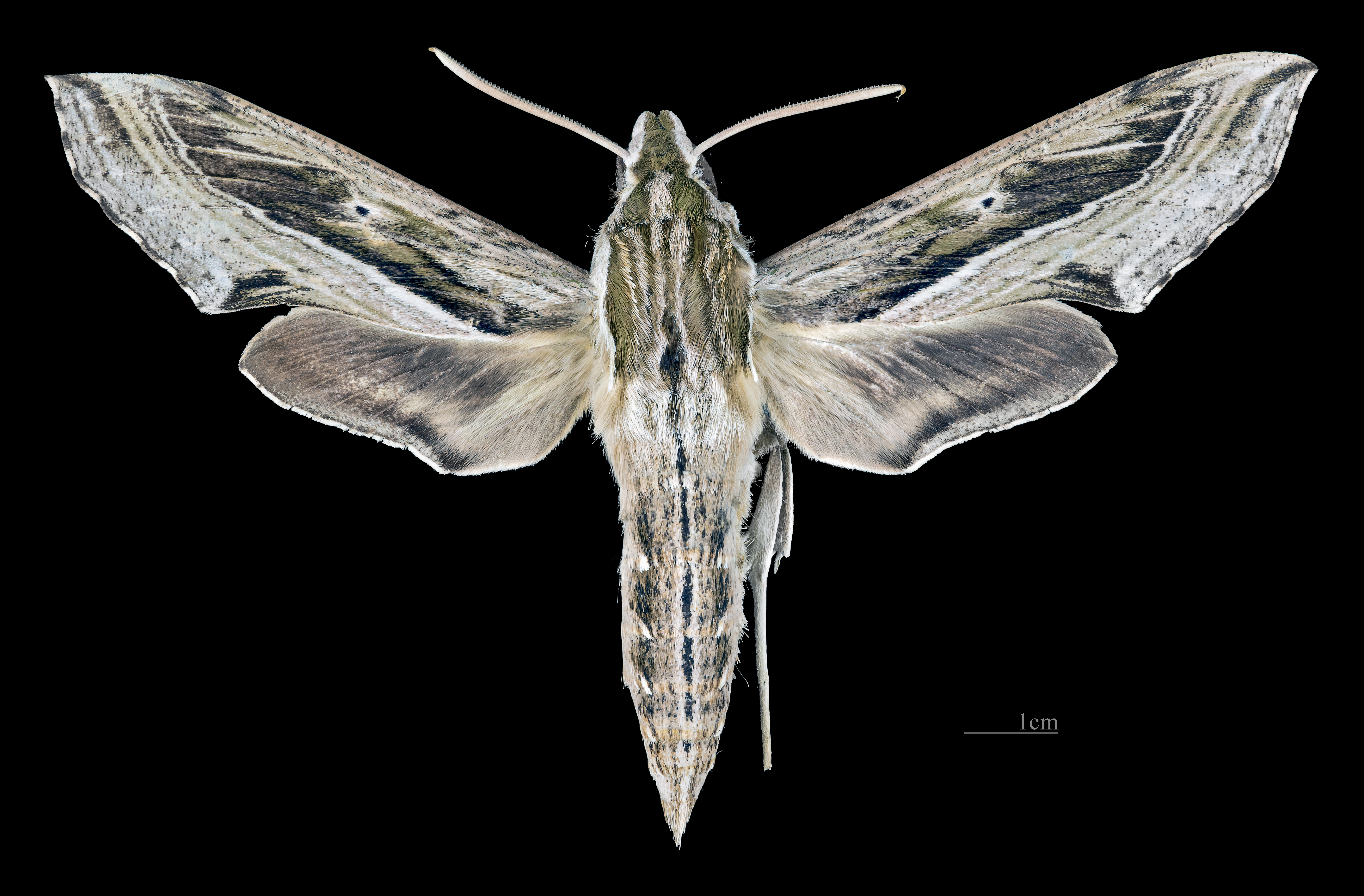
Hippotion velox ♂
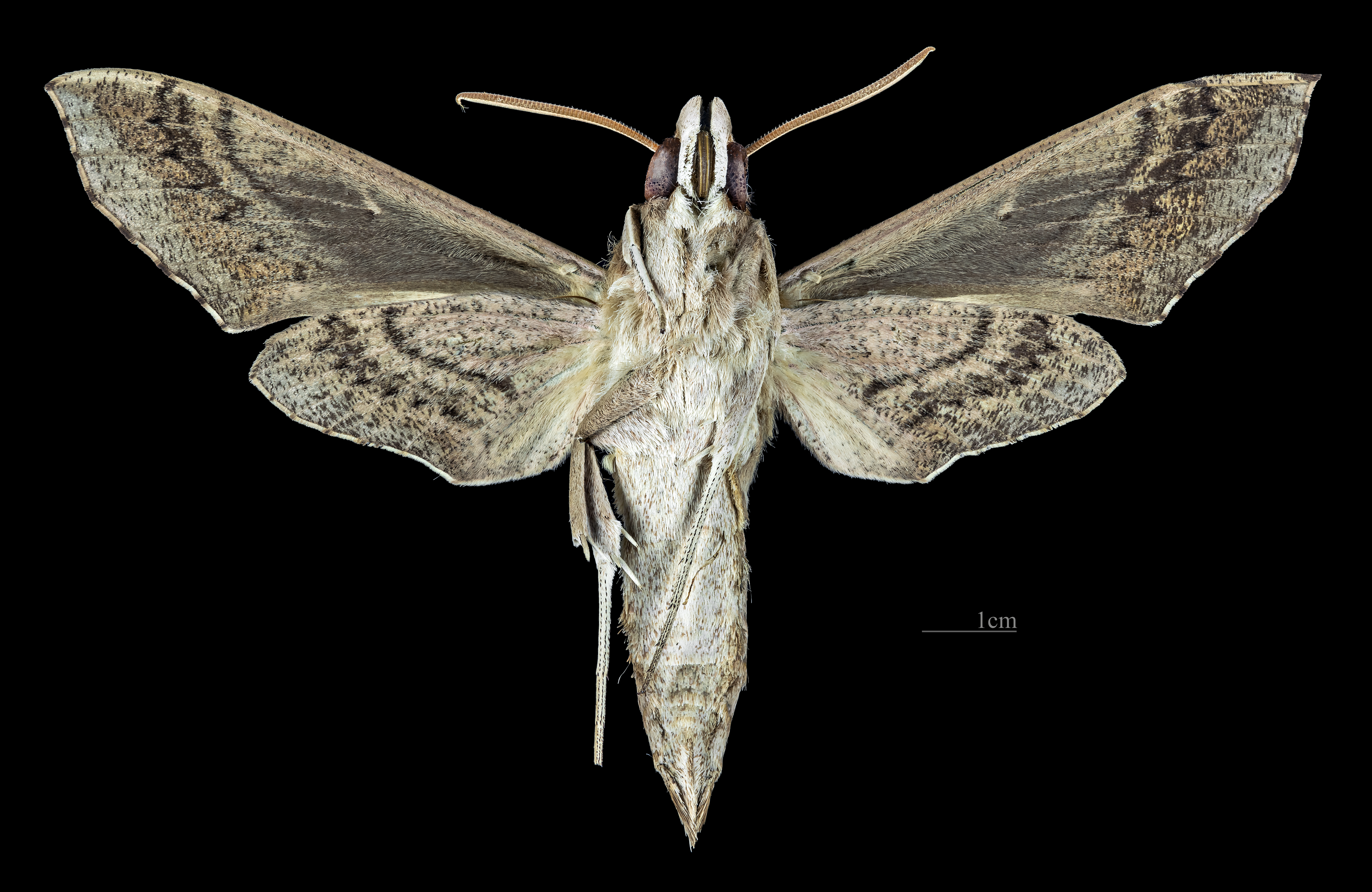
Hippotion velox ♂  △
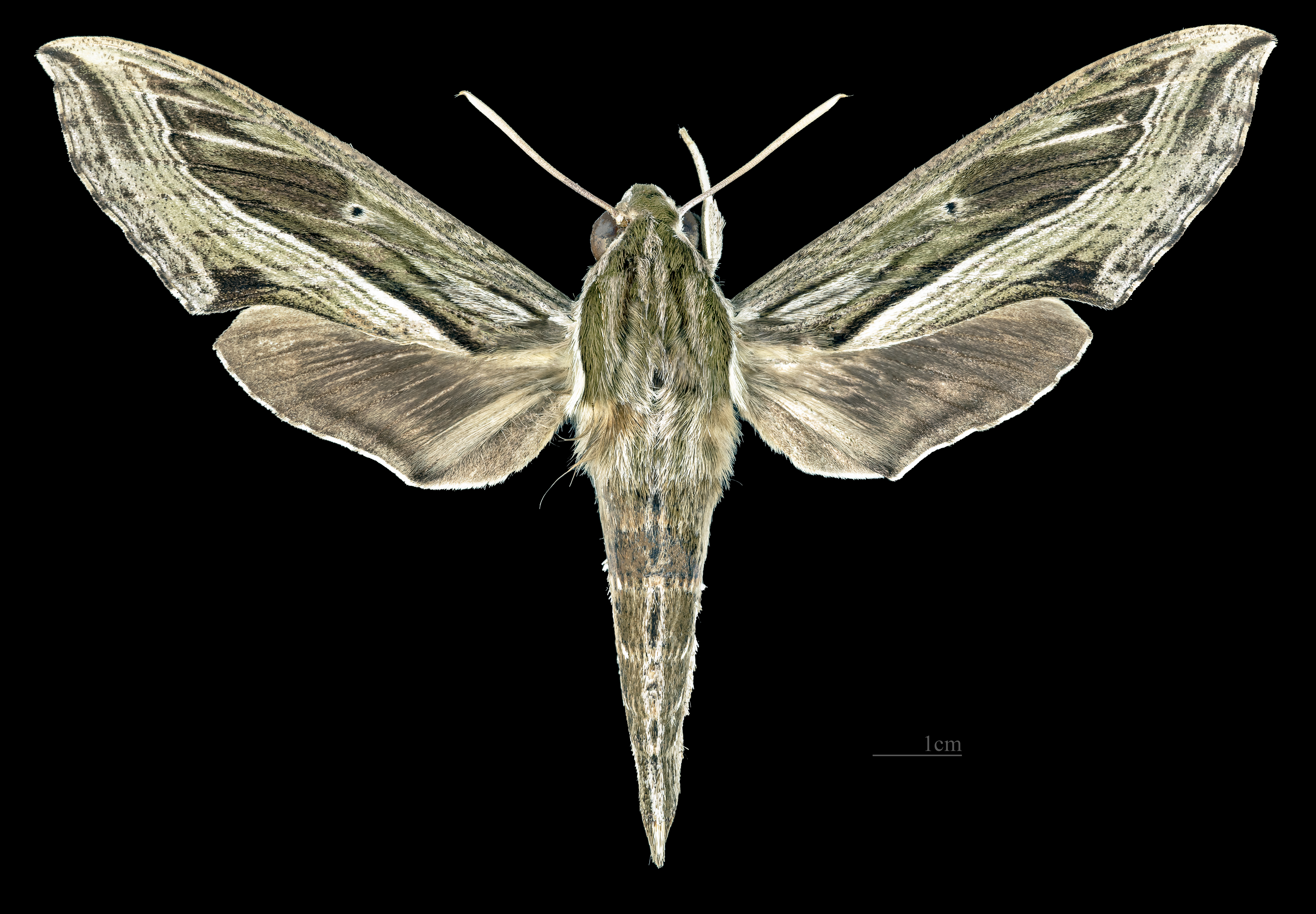
Hippotion velox  ♀
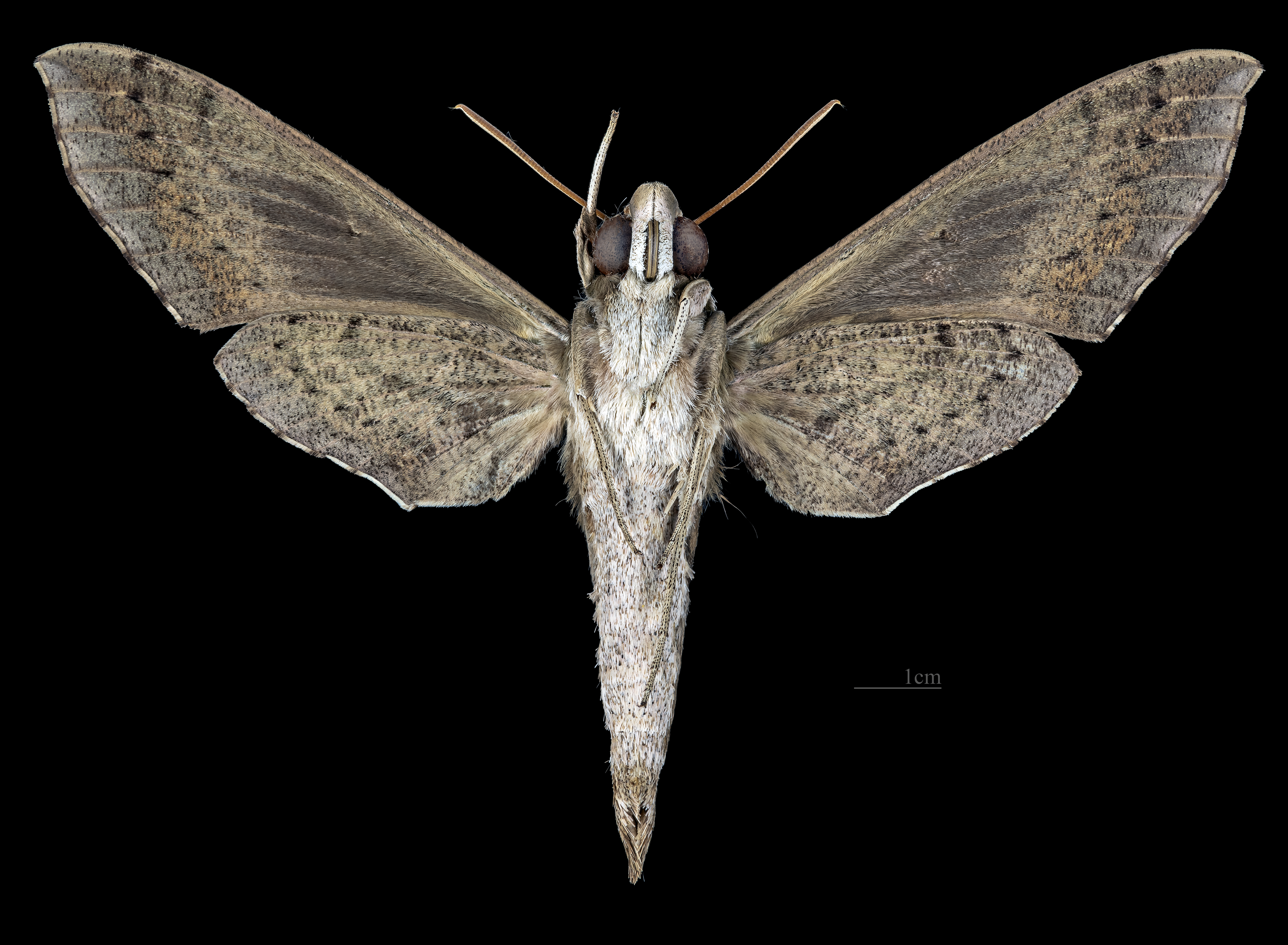
Hippotion velox ♀ △

Ấu trùng ăn các loài Araceae, Convolvulaceae, Nyctaginaceae và Rubiaceae, bao gồm các loài Ipomoea, Boerhavia và Morinda.